# Need You Now (sång)
Need You Now är en countrypopsång skriven av amerikanska gruppen Lady Antebellum. De skrev den tillsammans med Josh Kear, och producerade den med Paul Worley. Den fanns med på albumet Need You Now, som kom den 26 januari 2010. Den var deras första singel i Storbritannien och Europa där den kom 26 april 2010. Den fick fyra Grammy Awards 2011, inklusive for Årets låt och Årets skiva, första countrysång att vinna båda priserna sedan 2007, och den andra någonsin att göra det.  

## Låtlista
Digital nedladdning
1. "Need You Now" - 3:57

Andra versioner
- "Need You Now" (Jason Nevins Elektrotek Radio Edit) - 3:27
- "Need You Now" (Jason Nevins Hands Up Radio Edit) - 3:27
- "Need You Now" (Jason Nevins Rhythm Remix) - 3:29
- "Need You Now" (DJ Dark Intensity Remix) - 4:22

## Åriser och utmärkelser
| År   | Förening                         | Kategori                                                | Resultat  |
| ---- | -------------------------------- | ------------------------------------------------------- | --------- |
| 2010 | Academy of Country Music         | Årets singelskiva                                       | Vinnare   |
| 2010 | Academy of Country Music         | Årets sång                                              | Vinnare   |
| 2010 | Academy of Country Music         | årets video                                             | Nominerad |
| 2010 | CMT Music Awards                 | Årets video (grupp)                                     | Vinnare   |
| 2010 | CMT Music Awards                 | årets video                                             | Nominerad |
| 2010 | Teen Choice Awards               | Utvald musik: Countrysång                               | Nominerad |
| 2010 | Country Music Association Awards | Årets singel                                            | Vinnare   |
| 2010 | Country Music Association Awards | Årets musikvideo                                        | Nominerad |
| 2010 | American Country Awards          | Årets singel                                            | Vinnare   |
| 2010 | American Country Awards          | Singel av en duo/group                                  | Vinnare   |
| 2010 | American Country Awards          | Årets musikvideo                                        | Nominerad |
| 2010 | American Country Awards          | Video av en duo/grupp                                   | Vinnare   |
| 2011 | Grammy Awards                    | årets skiva                                             | Vinnare   |
| 2011 | Grammy Awards                    | Årets sång                                              | Vinnare   |
| 2011 | Grammy Awards                    | Bästa country-sånginsats av duo eller grupp med sångare | Vinnare   |
| 2011 | Grammy Awards                    | Bästa countrysång                                       | Vinnare   |

### Fotnoter
1. ↑  ”"Need You Now" US release date”. Arkiverad från originalet den 30 september 2010. https://web.archive.org/web/20100930153431/http://musicremedy.com/l/lady-antebellum/videos/need-you-now-37510.html. Läst 26 september 2010.
2. ↑  ”Music - Singles Review - Lady Antebellum: 'Need You Now' - Digital Spy”. Arkiverad från originalet den 21 september 2011. https://web.archive.org/web/20110921110823/http://www.digitalspy.co.uk/music/singlesreviews/a216292/lady-antebellum-need-you-now.html. Läst 17 april 2012.
3. 1 2  ”Miranda Lambert, Lady Antebellum, Carrie Underwood Reign at ACM Awards”. CMT.com. http://www.cmt.com/news/country-music/1637295/miranda-lambert-lady-antebellum-carrie-underwood-reign-at-acm-awards.jhtml. Läst 20 april 2010.
4. ↑  ”2010 ACM AWARDS”. CMT.com. http://www.cmt.com/acm-awards/nominees.jhtml. Läst 20 april 2010.
5. 1 2  ”2010 CMT Music Awards : Nominees”. Country Music Television. Arkiverad från originalet den 23 mars 2012. https://www.webcitation.org/66NiQXrpj?url=http://www.cmt.com/cmt-music-awards/nominees.jhtml. Läst 24 april 2010.
6. ↑  ”Teen Choice Awards”. TeenChoice. Arkiverad från originalet den 29 mars 2011. https://web.archive.org/web/20110329170600/http://www.teenchoiceawards.com/vote-music.php. Läst 17 september 2010.
7. 1 2  ”CMA Awards Nominees. See Who Wins Wed., Nov 10 on ABC!”. CMA. http://www.cmaawards.com/nominees/category.aspx. Läst 5 september 2010.
8. 1 2 3 4  ”American Country Awards Nominees Announced”. Country Music Fever. Arkiverad från originalet den 10 december 2010. https://web.archive.org/web/20101210061819/http://www.countrymusicfever.com/american-country-awards-nominees-announced/. Läst 18 oktober 2010.
9. 1 2 3 4  ”Grammy Awards - Nominees. Awards night on Sunday, 02-13-11 on CBS!”. Grammy. Arkiverad från originalet den 1 februari 2012. https://web.archive.org/web/20120201120225/http://www.grammy.com/nominees. Läst 2 december 2010.